# Johann Carl Ludwig Braun
Johann Carl Ludwig Braun (* 18. April 1771 in Berlin; † 5. September 1835) war ein preußischer Generalleutnant sowie Generalinspekteur der Geschütz- und Waffenfabriken zu Berlin.

## Leben
Johann Carl Ludwig Braun wurde 1771 als Sohn von Johann Gottfried Braun (1736–1778), angesehener Kammergerichts-Advokat, Kriegs- und Domänenrat sowie Syndikus der Kurmärkischen Ritterschaft, geboren. Sein Urgroßvater war noch Dorfschmied, sein Großvater bereits ein wohlhabender Bürger und Tuchbereiter in Berlin. Als sein Vater starb, war er erst sieben Jahre alt, kam in eine Brandenburger Erziehungsanstalt und besuchte anschließend das Berliner Joachimsthalsche Gymnasium.
Auf Rat und mit Förderung seines Onkels, des damaligen Leutnants der Artillerie Johann Christian von Pontanus, wählte er eine militärische Laufbahn und trat am 15. April 1788 als Bombardier in die Artillerie ein, besuchte die Artillerie-Akademie und wurde 1792 zum Sekondeleutnant befördert. Im Ersten Koalitionskrieg 1792/94 war er als Adjutant der Artillerie bei der Belagerung von Mainz, dem Bombardement von Landau und dem Gefecht bei Trippstadt beteiligt. Später zählte der zu den Schülern des Generals Gerhard von Scharnhorst, war in Neuenhagen bei Versuchen und der Entwicklung von Feldgeschützen beteiligt. 1799 wurde er zum Adjutanten des Kommandeurs der reitenden Artillerie ernannt und entwarf, beauftragt von Prinz August von Preußen, das erste Exerzierreglement für diese Waffengattung. 1804 wurde er von König Friedrich Wilhelm III. zum ersten Adjutanten des Inspekteurs der gesamten Artillerie ernannt, 1806 war er im Generalstab des Ernst von Rüchel tätig und erlebte an dessen Seite die verlorene Schlacht von Jena und Auerstedt. Hier sorgte er mit dem späteren preußischen General der Kavallerie, dem damaligen sächsischen Rittmeister Johann Adolf von Thielmann, für eine Neuordnung der zerschlagenen preußischen und sächsischen Truppen und stellte ein Korps von 5000 Mann für einen geordneten Rückzug nach Magdeburg unter dem Kommando des Generals von Tschammer und des Generals Friedrich Adolf von Kalckreuth zusammen. In Magdeburg erhielt er den Auftrag zur Zerstörung einiger Brücken über die Oder nördlich Stettins und entging so der Kapitulation von Prenzlau. Auf dem weiteren Rückzug vor Napoleons I. Truppen über Kolberg und Danzig traf er in Graudenz König Friedrich Wilhelm III., wurde Adjutant der Festung Danzig unter dem Gouverneur General von Manstein. Bei der Instandsetzung, Ausrüstung und Verteidigung der Festung Danzig erwarb Braun sich große Verdienst wofür er vom König zum Premier-Hauptmann ernannt wurde. Der Nachfolger des Danziger Gouverneurs, General Friedrich Adolf Graf von Kalckreuth, sandte ihn zur Beschaffung von Lebensmitteln und Munition aus der Stadt, bei seiner Rückkehr strandete das englische Schiff in der Weichsel und Braun wurde Gefangener der Franzosen in deren Folge es zu einer Begegnung mit Kaiser Napoleon Bonaparte kam.
Braun ging nach dem Friedensschluss nach Königsberg und nahm seine Tätigkeit im Generalstab wieder auf. Am 21. Februar 1809 erfolgte seine Beförderung zum Major bei der 3. Artillerie-Brigade mit deren Organisation er betraut wurde, gründete in Neiße die erste preußische  Artillerie-Werkstatt, eine Gewehrfabrik sowie aus eigenen Mitteln eine Pulverfabrik. Für diese Verdienste erhielt er vom König als einer der ersten den neu gestifteten Roten Adlerorden III. Klasse.
Während der Reorganisation der preußischen Armee war Braun enger Mitarbeiter von Scharnhorst und August Neidhardt von Gneisenau. 1811 wurde er zum Inspekteur der Artillerie- und der Waffen-Fabriken ernannt. Bei Ausbruch der Befreiungskriege 1813 wurde er als Oberstleutnant an die Spitze der Artillerie des Blücherschen Armeekorps gestellt, nahm an den Schlachten bei Großgörschen und Bautzen teil und wurde mit dem Eisernen Kreuz II. Klasse, dem Orden der Heiligen Anna II. Klasse sowie dem Orden des Heiligen Wladimir III. Klasse ausgezeichnet.
Nach dem Waffenstillstand sorgte er unter Leitung des Generals von Gneisenau für die Instandsetzung der schlesischen Festungen und die Beschaffung von Armeeausrüstung. In den folgenden Kampfhandlungen führte er die Artillerie des Korps des Generals Jakob Friedrich von Rüchel-Kleist in den Schlachten von Dresden, Kulm und Leipzig sowie gegen Erfurt. Vom General von Kleist wurde er zu dem Kriegsrat hinzugerufen, der den Rückzug dieses Korps durch das Erzgebirge beschloss und dadurch den Sieg bei Kulm ermöglichte. Dafür wurde er mit dem Eisernen Kreuz I. Klasse ausgezeichnet. 1814 zum Oberst befördert, nahm Braun an den Gefechten dieses Korps zwischen den Flüssen Seine und Marne sowie in den Schlachten von Laon und Paris teil, erhält dafür den Orden des Heiligen Georgen IV. Klasse.
Nach dem Friedensschluss ging Braun mit dem Prinzen August nach England und Wien. Beim Wiederausbruch des Krieges 1815 übernahm er als Generalmajor das Kommando über die Artillerie des Korps des Generals Friedrich Wilhelm Bülow von Dennewitz. Mit der Teilung des Kriegsausrüstung der sächsischen Armee beauftragt war er an der Schlacht bei Waterloo nicht beteiligt, traf erst einen Tag später bei den verbündeten Armeen ein und übernahm für den verwundeten General Karl Friedrich von Holtzendorff das Kommando über die Artillerie der ganzen Blücherschen Armee. Für seine Verdienste in diesem Feldzug empfing er den Orden Pour le Mérite mit Eichenlaub.
1816 erhielt er die Aufgabe zur Reorganisation der Artillerie, wurde zum Inspekteur der 3. Artillerie-Inspektion am Rhein ernannt und sorgte für die Ausbildung der dortigen Truppen. Im Jahre 1818 dafür mit dem Roten Adlerorden II. Klasse mit Eichenlaub ausgezeichnet, avancierte er 1824 zum Inspekteur der 1. Artillerie-Inspektion und wurde als Vorsitzender wichtiger Kommissionen vom König nach Berlin versetzt. 1825 wurde Braun zum Generalleutnant befördert, erhielt 1829 den Roten Adlerorden I. Klasse mit Eichenlaub und 1832 ernannte man ihn zum Generalinspekteur der Geschütz- und Waffen-Fabrikation. 1834 erhielt er vom Zaren den Orden der Heiligen Anna I. Klasse mit Krone.

## Familie
Am 23. September 1800 heiratete Braun in Potsdam Caroline Auguste Henriette von Schlieben (1783–1824). Aus der Ehe, die am 11. Februar 1813 geschieden wurde, gingen folgende Kinder hervor:
- Julie Luise Henriette (1801–1807)
- Agnese Pauline (1804–1869)
- Rosa Berta Mathilda (1806–1882) ⚭ Eduard von Kunowski (1795–1870), preußischer General der Infanterie

Bereits am 15. März 1813 heiratete er Marie Michelsen (1784–1833), Tochter des Professors Johann Andreas Christian Michelsen (1749–1797). Aus dieser Ehe gingen elf Kinder hervor, darunter:
- Ernst (1816–1891), preußischer Generalleutnant
- Otto (1818–1888), preußischer Oberst und Kommandeur der 3. Artillerie-Brigade
- Carl Hugo (1819–1906), Schiffskapitän, Gutsherr
- Johanna Amalie (1821–1884) ⚭ 1846 Albert Körner
- Clara Wilhelmine (1822–1902) ⚭ August Ernst Rothe
- Carl Hermann (1824–1904), Oberstleutnant ⚭ N.N.
- Friedrich Eduard (1827–1913), Pastor ⚭ 1863 Henriette Auguste Engel